# Besleria beltranii
Besleria beltranii là một loài thực vật có hoa trong họ Tai voi. Loài này được I.Salinas mô tả khoa học đầu tiên năm 2008.